# Dexia seminigra
Dexia seminigra är en tvåvingeart som beskrevs av Johann Wilhelm Meigen 1835. Dexia seminigra ingår i släktet Dexia och familjen parasitflugor.
Artens utbredningsområde är Tyskland. Inga underarter finns listade i Catalogue of Life.